# Культовый суицид
Ку́льтовый суици́д — это массовый суицид членов групп, которые были признаны деструктивными культами. В некоторых случаях все или почти все члены группы совершали самоубийство в одно время и в одном месте.
Группы, совершившие такие массовые самоубийства и названные культами, включали «Небесные врата», «Орден солнечного храма» и «Храм народов». В других случаях, таких как случай филипповцев, идея массового самоубийства, по-видимому, поддерживалась какой-то группой, необязательно подталкивавшей всех членов к участию.

## Храм народов (1978)
8 ноября 1978 года 918 американцев умерли в инцидентах, связанных с Храмом народов, в том числе 909 членов Храма народов, под руководством Джима Джонса в Джонстауне, Гайана. Среди погибших было 303 ребёнка. Лента с заключительным собранием Храма народов в Джонстаунском павильоне содержит неоднократные обсуждения группы, совершившей «революционное самоубийство», в том числе ссылки на людей, принимающих яд, и какие чаны использовать.
На этой записи Джонс говорит членам Храма народов, что Россия, с которой Храм народов в течение нескольких месяцев вёл переговоры о потенциальном исходе, отказывается принять их убийства конгрессмена Лео Райана, репортёра Эн-Би-Си Дона Харриса и ещё трёх человек на расположенном неподалёку аэродроме. Когда участники плакали, Джонс посоветовал: «Остановите эту истерику. Не таким путём умирают социалисты и коммунисты. Это не способ умереть для нас. Мы должны умереть с достоинством». В конце записи Джонс подытожил: «Мы не совершили суицид, мы совершили акт революционного суицида в знак протеста против условий негуманного мира».
Люди в Джонстауне, за исключением Джонса и его личной медсестры, умерли от очевидного отравления цианистым калием, растворённым в напитке «Kool-Aid». Джонс же нанёс самому себе огнестрельное ранение. В предыдущих случаях Храм говорил о совершении «революционного самоубийства», и его члены пили то, что, по словам Джоунса, было ядом, однако напиток «Flavor Aid», который они принимали, не содержал яд. Одновременно четыре другие члена умерли в штаб-квартире Храма народов в Джорджтауне.

## Орден солнечного храма (1994—1997)
С 1994 по 1997 год члены Ордена солнечного храма начали серию массовых самоубийств, которые привели примерно к 77 смертям. Члены группы оставили прощальные письма, в которых говорилось, что они верят, что их смерть будет избавлением от «лицемерия и угнетения в этом мире». Кроме того, они чувствовали, что «летели на Сириус». Записи, захваченные полицией Квебека, показали, что некоторые члены лично пожертвовали более $1 млн лидеру культа, Джозефу Ди Maмбрo.
Также была ещё одна попытка массовых самоубийств оставшихся членов, которая была предотвращена в поздних 1990-х. Все убийства и самоубийства, а также попытки к ним случались в дни, близкие к равноденствиям и солнцестояниям, что, скорее всего, имеет отношение к верованиям группы.

## «Небесные врата» (1997)
26 марта 1997 года 39 последователей секты «Небесные врата» во главе с Маршаллом Эпплуайтом покончили с собой на ранчо Санта-Фе в Калифорнии, которая граничит с Сан-Диего с севера. Эти люди верили, согласно учению их культа, что благодаря самоубийству они покинут свои смертные тела, а их души отправятся в путешествие на космическом корабле, который, как они верили, сопровождает комету Хейла-Боппа. Некоторые мужчины члены культа прошли добровольную кастрацию в рамках подготовки к бесполой жизни, которая, как они считали, их ожидает после самоубийства.
30 марта 1997 года Томас Николс, младший брат актрисы Нишель Николс, был обнаружен мёртвым в своём трейлере в Калифорнии. Записка, найденная поблизости, гласила: «Я отправляюсь на космический корабль с Хейла-Боппа, чтобы быть с теми, кто ушёл до меня». Используя пропан для сведения счетов с жизнью, как и члены «Небесных врат», Николс покрыл голову полиэтиленовым пакетом, а его верхняя часть туловища была покрыта фиолетовым саваном. Связь Николса с культом неизвестна.
В мае 1997 года двое членов «Небесных врат», которые не приняли ранее участие в массовом самоубийстве, пытались покончить жизнь самоубийством. Один завершил попытку, другой оставался в коме в течение двух дней, а затем восстановился. Выживший Чак Хамфри в феврале 1998 года совершил суицид.

## Гайде (1998)
В январе 1998 года немецкому психологу Гайде Фитткау-Гарте были предъявлены обвинения в заговоре с целью убийства. Следствие установило, что 32 члена группы, в том числе пять детей, собирались выпить яд. После самоубийства, как им сказали, они будут подхвачены космическим кораблём и доставлены в неназванное место назначения. Суицид должен был состояться в Национальном Парке Тейде. Хотя, по-видимому, у секты не было официального названия, её называли «Гайде» в честь основателя. Позднее намерение группы совершить самоубийство неоднократно ставилось под сомнение.

## Движение за возрождение десяти заповедей Бога (2000)
17 марта 2000 года 778 участников Движения за возрождение десяти заповедей Бога умерли в Уганде. Подозрение в массовом самоубийстве всех членов превратилось в дело о массовом убийстве после того, как в ямах были найдены разлагающиеся тела со следами удушения и колотыми ранами. Группа отделилась от Римско-католической Церкви для придания особого значения предсказанному в Священном Писании концу света и имевшим место, по свидетельству очевидцев, явлений девы Богородицы. Члены группы носили одинаковую униформу и ограничивали речь, чтобы не сказать ничего нечестного или греховного. По словам местных жителей, во время самого самоубийства члены группы провели вечеринку, на которой были употреблены 70 ящиков с прохладительными напитками и три быка.

## Интернациональная семья (2005)
В начале 2005 года Интернациональная семья снова привлекла внимание общественности в связи с самоубийством их бывшего члена Рики Родригеса, сына настоящего руководителя Карен Зерби и фактически приёмного сына основателя организации Давида Берга. Это возродило утверждения, что группа является подавляющей и возбуждающей суицидальные мысли. Его смерть называлась общественностью как «суицид члена культа», или «ритуальный суицид», хотя были и другие мнения. Это событие появилось в популярной культуре в косвенных ссылках на NBC шоу «Third Watch» и «Закон и порядок». Защитники группы утверждали, что поведение Родригеса было нетипичным для группы и нет свидетельств, что члены группы более склонны к суициду, чем средний человек в обществе.

## Малинди (2023)
В апреле 2023 года в лесу вблизи города Малинди в Кении было найдено 89 тел. Выяснилось, что эти люди уморили себя голодом по инициативе проповедника Пола Макензи. Ещё 200 членов его секты считаются пропавшими без вести.